# Ben-Hadad III
Bar-Hadad III (arameo) o Ben-Hadad III (hebreo) fue un rey de Aram-Damasco, hijo y sucesor de Hazael.  Su sucesión es mencionada en el Segundo Libro de los Reyes:13:24. Se cree que gobernó desde 796 a.  C. hasta 792 a.  C., aunque hay distintas opiniones enfrentadas entre los arqueólogos bíblicos en cuanto a la datación de su reinado.
La Estela de Zakkur menciona a «Bar-Hadad, hijo de Hazael, el rey de Aram», lo que corrobora la existencia de Bar-Hadad II. También se ha sugerido la posibilidad de que él sea el soberano arameo "Mari" referido en inscripciones asirias.